# Fokker V 24
Die Fokker V 24 war der Prototyp eines deutschen Jagdflugzeuges im Ersten Weltkrieg.

## Entwicklung
Die als Einzelexemplar aufgelegte V 24 mit der Werknummer 2612 war eine direkte Ableitung aus der erfolgreichen D VII, besaß aber als Unterschied ein leistungsstärkeres Triebwerk Benz Bz IVü. Derart ausgestattet wurde sie am 26. April 1918 von Grosse eingeflogen. Am 6. Mai wurde sie nach Adlershof geschickt, damit sie am vom 27. Mai bis zum 21. Juni 1918 stattfindenden zweiten D-Flugzeug-Wettbewerb teilnehmen konnte. Sie wurde dort von Emil Nelson vorgeflogen und erzielte dank des überkomprimierten Motors etwas bessere Leistungen als die kurz zuvor in den Einsatz gegangene D VII, was aber durch die Unzulänglichkeit des noch unausgereiften Antriebs ausgeglichen wurde. Bei Vergleichstests zwischen der V 24 und der ebenfalls mit einem Bz IVü teilnehmenden Pfalz D XIV wurden bei insgesamt vier zwischen dem 27. Mai und 13. Juni durchgeführten Steigflügen in etwa gleiche Leistungen erzielt. Die beiden Flugzeuge war die einzigen, die bei diesem Treffen mit einem Bz IV ausgerüstet waren. Am Ende wurde der Typ von der Idflieg nicht für eine Serienfertigung ausgewählt. Von der D XIV wurden lediglich 50 Stück gebaut.
Die V 24 wurde zu einem späteren Zeitpunkt auf ein Exemplar des neu herausgekommenen BMW-IIIa-Motor mit 185 PS, von denen sich Fokker unmittelbar nach dem Vergleichsfliegen eine Anzahl sichern konnte, umgerüstet und solchermaßen am 17. Oktober 1918 der Flugzeug-Abnahme-Kommission (ZAK) in Adlershof überantwortet.

## Technische Daten
| Kenngröße                       | Daten                                                                                            |
| ------------------------------- | ------------------------------------------------------------------------------------------------ |
| Besatzung                       | 1                                                                                                |
| Spannweite                      | 8,9 m                                                                                            |
| Länge                           | 7,14 m m                                                                                         |
| Höhe                            | 3,15 m                                                                                           |
| Flügelfläche                    | 20,2 m²                                                                                          |
| Leermasse                       | 750 kg                                                                                           |
| Startmasse                      | 989 kg                                                                                           |
| Antrieb                         | ein wassergekühlter Sechszylinder-Viertakt-Reihenmotor mit starrer Zweiblatt-Holzluftschraube    |
| Typ                             | Benz Bz IVü                                                                                      |
| Nennleistung effektive Leistung | 200 PS (147 kW) bei 1400/min 230 PS (169 kW) am Boden                                            |
| Kraftstoffvorrat                | 108 l                                                                                            |
| Steigzeit                       | 6 min auf 2000 m Höhe 8,5 min auf 3000 m Höhe 12,5 min auf 4000 m Höhe 16,25 min auf 5000 m Höhe |
| Bewaffnung                      | zwei starre MG                                                                                   |